# Башкирова Ольга Миколаївна

Ольга Миколаївна Башкирова (*19 вересня 1979, Конотоп) — українська поетеса, прозаїкиня, науковець-літературознавець. Доктор філологічних наук, доцент кафедри методики викладання української та іноземних мов і літератур Навчально-наукового інституту філології Київського національного університету імені Тараса Шевченка.

## Життєпис
Народилася 19 вересня 1979 р. в м. Конотоп Сумської області. 
Закінчила філологічний факультет (2001) та аспірантуру (2005) Київського національного університету ім. Тараса Шевченка. З 2004 по 2011 рік працювала в Національному медичному університеті імені Олександра Богомольця, а з 2011-го — у Київському університеті імені Бориса Грінченка. 
Захистила дисертації з теорії літератури: на здобуття вченого ступеня кандидата філологічних наук «Версифікація Ліни Костенко: метрика, ритміка, строфіка, фоніка» (2005, Київський національний університет імені Тараса Шевченка); на здобуття вченого ступеня доктора філологічних наук «Гендерні художні моделі сучасної української романістики», (2019, Київський університет імені Бориса Грінченка). Коло наукових інтересів становлять методика навчання української мови і літератури, теорія літератури, гендерні студії.

## Літературна творчість
Авторка збірок поезій «Флейта з передмістя» (2001), «Весела учта для небагатьох» (2021), роману «Серце гангстера Уррі» (2008), повісті для дітей «Ясь, або пригоди маленького мрійника» (2019), численних публікацій в альманахах, періодичних виданнях. 
Членкиня Національної спілки письменників України з 2001 р. 

## Відзнаки
Лауреатка Міжнародного конкурсу «Гранослов».